# Alois Brabec
Alois Brabec (1933 – Karlovy Vary, maggio 2016) è stato un allenatore di pallacanestro cecoslovacco.

## Carriera
Ha guidato la Cecoslovacchia a tre edizioni dei Campionati europei (1980, 1981, 1983).